# 议政府中央站
議政府中央站（：／ Uijeongbu-jungang yeok */?）是議政府輕軌沿線的一座高架車站，位於韓國京畿道議政府市議政府洞。車站內所使用的名稱則是中央站（중앙역）。

## 車站構造
站體為2面2線側式月台的高架車站，候車月台設有月台幕門。

### 月台配置
| 興宣 ↑ |
| \| 上  |
| ↓ 東梧 |

| 月台 | 路線          | 目的地                                             |
| ---- | ------------- | -------------------------------------------------- |
| 上行 | ●議政府輕電鐵 | 虎谷、回龍、鉢谷方向                               |
| 下行 | ●議政府輕電鐵 | 東梧、京畿道廳北部廳舍、塔石、複合文化融合園區方向 |

## 歷史
- 2012年7月1日：落成啟用。

## 車站周邊
- 議政府1洞郵局
- 京畿道議政府教育支援廳
- 國立農產物品質管理院

## 相鄰車站
議政府輕軌交通
●議政府輕電鐵
興宣（U115）－議政府中央（U117）－東梧（U118）